# Avilés (stacja kolejowa)
Avilés (hiszp. Estación de Avilés) – stacja kolejowa w miejscowości Avilés, we wspólnocie autonomicznej Asturia, w Hiszpanii.
Oferuje usługi regionalne i podmiejskie świadczone przez Renfe zarówno na linii szerokotorowej (rozstaw iberyjski) i wąskotorowej.

## Położenie stacji
Znajduje się na szerokotorowej linii kolejowej Villabona de Asturias – San Juan de Nieva w km 17,7, na wysokości 22 m n.p.m..
Ponadto położona jest na wąskotorowej linii Ferrol – Gijón w km 292,3.

## Historia
Stacja została otwarta dla ruchu w dniu 26 lipca 1890 roku dwadzieścia dni po zakończeniu prac, wraz z uruchomieniem linii Avilés-Villabona de Asturias, która połączyła się z linią z San Juan de Nieva.
Od 31 grudnia 2004 infrastrukturą kolejową zarządza Adif.

## Stacja
Stacja jest równoległa do Ria de Aviles i składa się z budynku głównego i aneksu, z którego wychodzi kładka na peron kolei wąskotorowej obsługiwanej przez FEVE. Posiada 2 perony obsługujące linię szerokotorową oraz jeden peron wyspowy dla linii wąskotorowej. Na stacji znajduje się kawiarnia, dwa kioski, przechowalnia bagażu i automaty biletowe. Istnieją także biura na wynajem samochodów Avis, Europcar i National Atesa.

## Linie kolejowe
- Villabona de Asturias – San Juan de Nieva
- Ferrol – Gijón